# کتاب‌شناسی علی شریعتی

## کتاب‌های منتشره به وسیله مؤسسه حسینیه ارشاد
- درس تاریخ ادیان (از درس ۱ تا درس ۱۴)
- درس اسلام‌شناسی (۱ و ۲)
- درس اسلام‌شناسی (۳ و ۴)
- درس اسلام‌شناسی (۵ و ۶)
- درس اسلام‌شناسی (۷)
- درس اسلام‌شناسی (۸ و ۹)
- درس اسلام‌شناسی (۱۰)
- درس اسلام‌شناسی (۱۱)
- از کجا آغاز کنیم؟
- فاطمه فاطمه است
- چه باید کرد؟
- شهادت
- آری، اینچنین بود برادر
- تشیع علوی و تشیع صفوی (چاپ اول)
- تشیع علوی و تشیع صفوی (چاپ دوم)
- روش شناخت اسلام
- امت و امامت
- یکبار دیگر ابوذر (مقدمه نمایشنامه ابوذر)
- نقش انقلابی یاد و یادآوران
- حسین وارث آدم
- مسئولیت شیعه بودن
- فلسفه نیایش
- انتظار مذهب اعتراض
- یک، جلوش تا بی‌نهایت صفرها
- پدر، مادر، ما متهمیم
- علی، مکتب، وحدت و عدالت
- کنگره بزرگداشت اقبال
- میزگرد پاسخ به سؤالات و انتقادات (۲ جلد)
- فرهنگ و ایدئولوژی
- حج
- تشیع سرخ (مقدمه‌ای بر نمایش سربداران)
- سیمای محمد
- قاسطین، مارقین، ناکثین
- فرهنگ و ایدئولوژی
- دربارهٔ روحانیت (چاپ نخست، سپیده‌باوران، مشهد، ۱۳۹۲)

## کتاب‌هایی که به وسیله علی شریعتی نوشته و چاپ و منتشر شده‌است
- تاریخچه تکامل فلسفه (جزوه اول مکتب واسطه) (ناشر کانون نشر حقایق اسلامی – مشهد ۱۳۲۴)
- مکتب رابطه (مجموعه جزوات) (ناشر کانون نشر حقایق اسلامی – مشهد ۱۳۳۴)
- خراسان (سازمان جلب سیاحان – ۱۳۴۵)
- اسلام‌شناسی (شرکت انتشار)
- کویر (شرکت انتشار)
- انسان و اسلام (مجموعه کنفرانسها در دانشکده نفت آبادان – ناشر شرکت انتشار)
- بازگشت به خویشتن
- توحید، فلسفه اخلاق

## سایر آثار

### اسامی ترجمه‌های خطی یا چاپ‌شده که به وسیله دکتر شریعتی ترجمه شده‌است
- نمونه‌های عالی اخلاقی در اسلام است نه در بحمدون (ترجمه از کاشف‌الغطاء – چاپ دوم تبریز ۱۳۳۴ چاپ اول کانون نشر حقایق اسلامی مشهد).
- بیان‌الادیان (متن کامل همراه با باب پنجم تصحیح انتقادی)
- در نقد ادب (نوشته دکتر مندور)
- نیایش (دکتر الکسیس کارل)
- ابوذر غفاری (عبدالحمید جوده‌السحار)
- سلمان پاک (پروفسور ماسینیون)
- ادبیات چیست (ژان‌پل سارتر)
- نفرین‌شدگان زمین (مغضومین زمین) (نوشته فرانتزفانون)
- سال پنجم انقلاب الخزایری (فرانتزفانون)
- منحنی زندگی حلاج (پروفسور ماسینیون)

### نوشته خطی علی شریعتی
- رنج بودن! (قصه خلقت انسان) (به وسیله ناشری بنام زهدائی در مشهد چاپ شده)
- کامپیوتر دست دوم
- خداحافظ شهر شهادت
- توتم‌پرستی
- سر سید احمد خان
- یک‌ماه پابه‌پای پیغمبر
- زیربنای توحید
- رساله تحقیقی برای وزارت علوم (مکتب)
- انقلاب شیعی سربداریه
- مقاله‌ای دربارهٔ دلایل کشف آمریکا به وسیلهٔ مسلمانان اشبیلیه
- آیا مسلمانان پیش از کریستف کلمب آمریکا را کشف کرده‌اند؟ (مجله فرهنگ ۱۳۳۶)

### نوشته‌ها و ترجمه‌های پراکنده که به‌صورت پلی‌کپی جمع‌آوردی شده‌است
- هنر در انتظار موعود (کنفرانس دانشگاه مشهد)
- ترجمه شعر چیست سارتر (قسمتی از ادبیات چیست؟)
- مذهب علیه مذهب
- علم و اسکولاستیک جدید (کنفرانس دانشکده پزشکی تهران)
- تاریخ ادیان (نشریه پلی‌تکنیک)
- چگونه باید امروز زن روز بودن (دست‌نویس)
- الیناسیون
- مبانی مسئولیت در انسان

### مقدمه بر کتب و مقاله‌ها
- مقدمه بر کتاب حجربن‌عدی (حسن اکبری)
- مقاله مناسک (گاهنامه آنزمان، اینزمان)
- انسان بی‌خود (کتاب انسان و جهان چاپ شرکت انتشار)
- مقاله از هجرت تا وفات (کتاب محمد خاتم پیامبران – جلد اول – چاپ ارشاد)

### مقالات در روزنامه‌ها و مجلات داخل کشور
- سنگی از فلاخن دوست (مجله فردوسی سال ۴۹ – ۹ شهریور – شماره ۹۷۷)
- دربارهٔ صهیونیسم (۲۶/۹/۵۲) (در پاسخ مقاله ضدصهیونیسم و ضدامپریالیسم در شرق نوشته داریوش آشوری – مجله فردوسی ۲۰ تیرماه ۴۶)
- شعر چیست سارتر (قسمتی از ادبیات چیست؟ روزنامه هیرمند – شماره ۲ – ۱۳۴۶ – مشهد)
- شماره ششم مجله فرهنگ (خراسان ۱۳۳۷) (مقاله من فکر می‌کنم پس هستم...)
- ترجمه بدبینی و خوشبختی (مجله آستان قدس سال ۴۰ به‌همراه نامه‌ای به محمدتقی شریعتی)
- مقاله تاین‌بی و تاریخ (سال ۱۳۳۶ – روزنامه خراسان) مشهد.
- مجله پیام – نشریه دانشجویان دانشکده نفت آبادان (مصاحبه‌ای دربارهٔ الجزایر).

### کتابهای غیر فارسی علی شریعتی
- (چاپ عکس پاریس)
- (گفتگوی علمی باگیور در زندان سیته پاریس چاپ ۱۹۶۵ توگو)
- (ترجمه نسخه خطی «فضائل بلخ» پاریس ۱۹۶۲)
- (ژان‌پل سارتر – پاریس شماره اول – دوره آدم – نامه پارسی)
- «کنفرانسهای دکتر شریعتی و آقای cande در کلیسای ژوزیثت‌های پاریس با مقدمه پدر ستیف p.setif مسئول مؤسسه تحقیقات آزاد بین‌الملل و بین‌المذاهب کلیسای مزبور».
- سیمای محمد
- (مقدمه بر کتاب «سرور جهشها» محمدرضا حکیمی چاپ شرکت انتشار)

### نامه‌ها
- نامه دکتر به پسرش احسان
- نامه دکتر به پدرش استاد شریعتی
- نامه دکتر به پرویز خرسند
- نامه‌های فرانتزفانون به دکتر شریعتی (خانم زهره دریف در تونس مکاتبات فانون را زیر چاپ دارد)
- نامه دکتر به مؤسسه ارشاد
- نامه دکتر به آقای سید ابراهیم میلانی

### مقالات در نشریات خارجی بزبان فارسی و خارجی
- به کجا تکیه کنیم؟ (مقالات علمی چاپ پاریس ۱۹۶۱ – جمله پارسی)
- ترجمه ادبیات چیست؟ سارتر (منتشر شده در اروپا – سال ۱۹۵۶)
- مقدمه شعر چیست سارتر – ترجمه شریفی (نامه پارسی ۱۹۶۱، پاریس)
- آخرین صفحه (مغضوبین زمین – مجله دانشجویان ایرانی سال ۱۹۶۱)
- مجموعه مقالات در روزنامه المجاهد الجزایر
- مرگ فرانتزفانون (پاریس ۱۹۶۲)
- الامه فی‌الاسلام (کنفرانسی برای موتمر اسلامی مکه در ۱۳۴۸ که به جای ایراد آن را چاپ کردند (مجله رابطه العالم‌الاسلامی)
- (با همکاری چهار قمقی از هند و چین سابق – برزیل، لبنان، و جزیره مدریس)

## مجموعهٔ سی‌وشش‌جلدیِ آثار، منتشرشده پس از مرگِ نویسنده به وسیلهٔبنیاد فرهنگی دکتر علی شریعتی

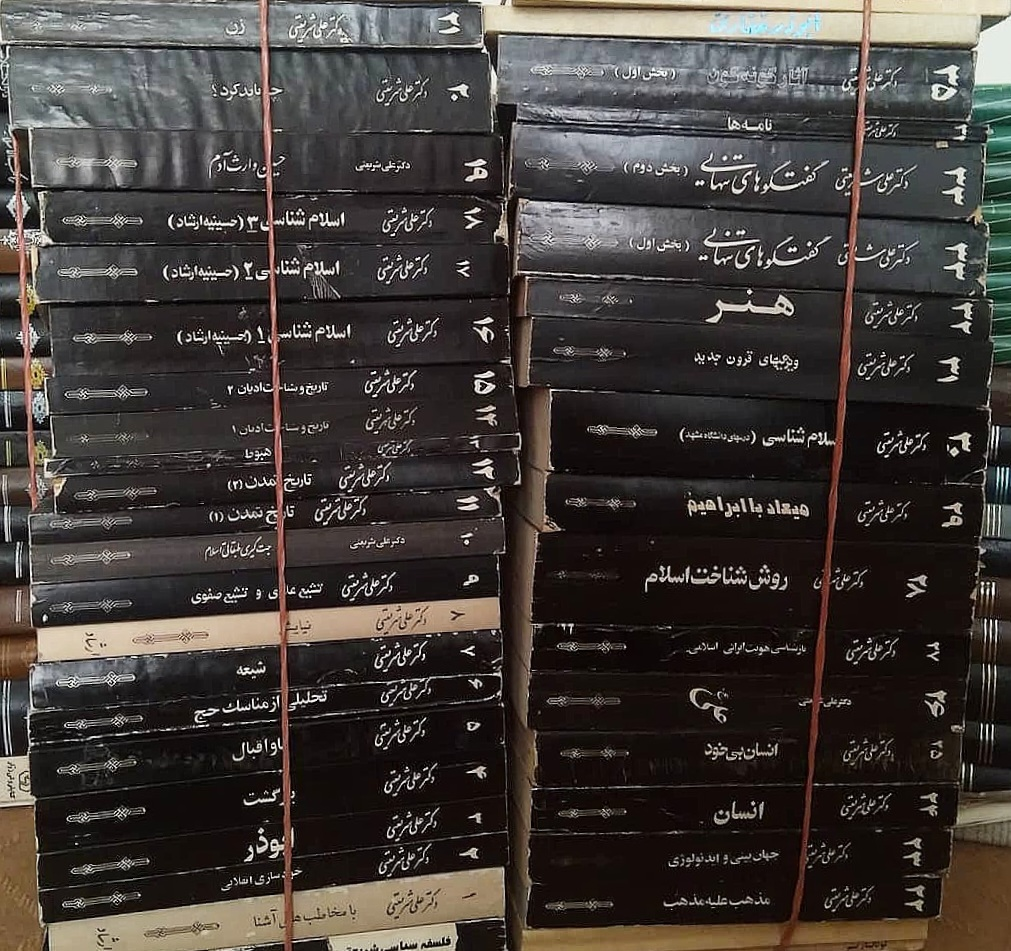
مجموعه آثار علی شریعتی

این بنیاد سعی کرده‌است کلیه آثار اعم از گفته‌ها، نوشته‌های منتشر شده و منتشر ناشده علی شریعتی را به روشی دقیق، با در نظر گرفتن کلیهٔ تصحیحات و تجدیدنظرهای وی و با پرهیز از هرگونه دخل و تصرف تدوین و چاپ نماید. در این مجموعه آثار کوشش شده‌است که تمامی مطالب مربوط به یک موضوع - که قبلاً در جزوه‌های کوچک و متوسط پراکنده بود - در یک یا چند مجلد با عنوان واحد طبع و نشر گردند. این کار در واقع خواست خود شریعتی بوده‌است. (ر.ک. به وصیت وی در مجموعه آثار ش. ۱). شماره‌های فهرست زیر، شماره مجموعه آثار است (مثلاً مجموعه آثار شماره ۳: ابوذر).
1. با مخاطب‌های آشنا
2. خودسازی انقلابی
3. ابوذر
4. بازگشت
5. ما و اقبال
6. تحلیلی از مناسک حج
7. شیعه
8. نیایش
9. تشیع علوی و تشیع صفوی
10. جهت‌گیری طبقاتی در اسلام
11. تاریخ تمدن، جلد ۱
12. تاریخ تمدن، جلد ۲
13. کویر
14. تاریخ و شناخت ادیان، جلد ۱
15. تاریخ و شناخت ادیان، جلد ۲
16. اسلام‌شناسی ۱، درس‌های حسینهٔ ارشاد
17. اسلام‌شناسی ۲، درس‌های حسینهٔ ارشاد
18. اسلام‌شناسی ۳، درس‌های حسینهٔ ارشاد
19. حسین وارث آدم
20. چه باید کرد؟
21. زن
22. مذهب علیه مذهب
23. جهان‌بینی و ایدئولوژی
24. انسان
25. انسان بی‌خود
26. علی
27. بازشناسی هویت ایرانی‌اسلامی
28. روش شناخت اسلام
29. میعاد با ابراهیم
30. اسلام‌شناسی، درس‌های دانشگاه مشهد
31. ویژگی‌های قرون جدید
32. هنر
33. گفت‌وگوهای تنهایی (دو جلد)
34. نامه‌ها
35. آثار گونه‌گون (دو جلد)
36. آثار جوانی (دو جلد)